# Пасмор, Виктор
Виктор Пасмор (англ. Victor Pasmore, 3 декабря 1908 — 23 января 1998) — английский художник, достиг успеха в фигуративной и абстрактной живописи.

## Биография
Пасмор родился в Челшам, Суррей, 3 декабря 1908 года. Он учился в Саммер Филдс Скул в Оксфорде и школе Хэрроу, но со смертью своего отца в 1927 году он был вынужден устроиться на работу. Он изучал живопись в Центральной школе искусств.
После экспериментов с абстракцией в ранние годы, вернулся к натуралистической живописи. В 1937 вместе с Колдстримом и Клодом Роджерсом создал школу Юстон-роуд. Для работ конца 1930-х — начала 1940-х характерно изображение обнаженных женщин и лирических пейзажей берегов Темзы. В конце 1940-х Пасмор перешел к абстракции и к началу 1950-х выработал индивидуальный стиль геометрической абстракции. В это же время начал создавать абстрактные рельефы. Для его ранних рельефов характерно присутствие отпечатка ручной работы, чем они отличаются от более поздних, где акцентируется точность и законченность фабричных изделий. Стиль его поздних работ более органичен и менее строг.
Пасмор был влиятельным педагогом, возглавлял отделение живописи Королевского художественного колледжа в 1954—1961. Он разработал курс «Основы дизайна», основанный на идеях Баухауза, который распространился по многим художественным школам Англии. Пасмор много сделал для распространения идей абстрактного искусства. В 1955 он был назначен директором-консультантом по архитектуре города Петерли, графство Дарем, для которого разработал городской центр в виде шатра, объединив архитектурный дизайн с абстрактной рельефной живописью.
Пасмор представлял Британию в 1961 на Венецианской биеннале, участвовал в documenta в 1959 в Касселе, был одним из попечителей Галереи Тейт, подарив ряд работ для коллекции. Он прочитал лекцию о Тернере в обществе Тернера, вице-президентом которого был избран в 1975.